# ISO 3166-2:CS
ISO 3166-2:CS was een ISO-standaard met betrekking tot de zogenaamde geocodes. Het was een subset van de ISO 3166-2 tabel, die specifiek betrekking had op Servië en Montenegro. 
De code werd in 2006 door het ISO 3166 Maintenance Agency geschrapt bij middel van een nieuwsbrief en het gebied kreeg bijgevolg als code: ISO 3166-3:CSXX (voormalige inschrijvingen). 
Het gebied werd opnieuw ingeschreven onder: Servië (ISO 3166-2:RS) en Montenegro (ISO 3166-2:ME).